# Treinen door de Tijd

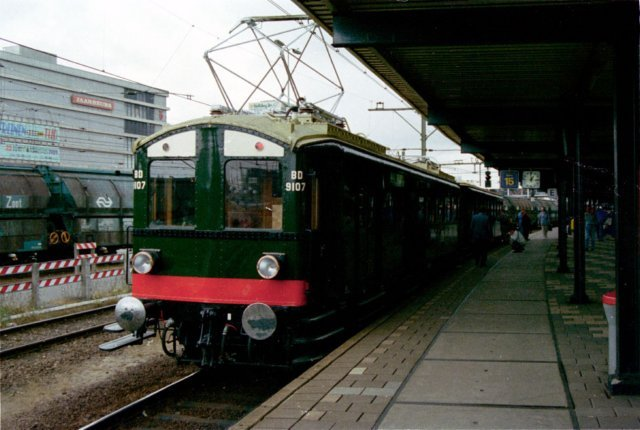
Blokkendoostrein gereed voor vertrek naar de thuisbasis: het Spoorwegmuseum.

Treinen door de Tijd was een manifestatie in 1989 in Utrecht van treinmaterieel ter gelegenheid van het 150-jarig bestaan van de spoorwegen in Nederland.
Van 22 juni tot en met 6 augustus 1989 werd aan de Jaarbeurszijde van Utrecht CS op een aantal nauwelijks meer in gebruik zijnde sporen een terrein afgebakend waar allerlei spoorwegmaterieel stond opgesteld. Van oud tot zeer nieuw en van 'particulier' eigendom tot materieel van de NS zelf. Tevens was er in de Utrechtse Jaarbeurs tegelijkertijd een grote tentoonstelling met diverse thema's te bezichtigen. De materieeltentoonstelling en de tentoonstelling in de Jaarbeurs vormden samen de manifestatie Treinen door de Tijd.
Het evenement begon op 6 september 1988 met een rit van de bedrijfsvaardig gerestaureerde NS 3737 door Nederland vanaf het Station Amsterdam C.S.

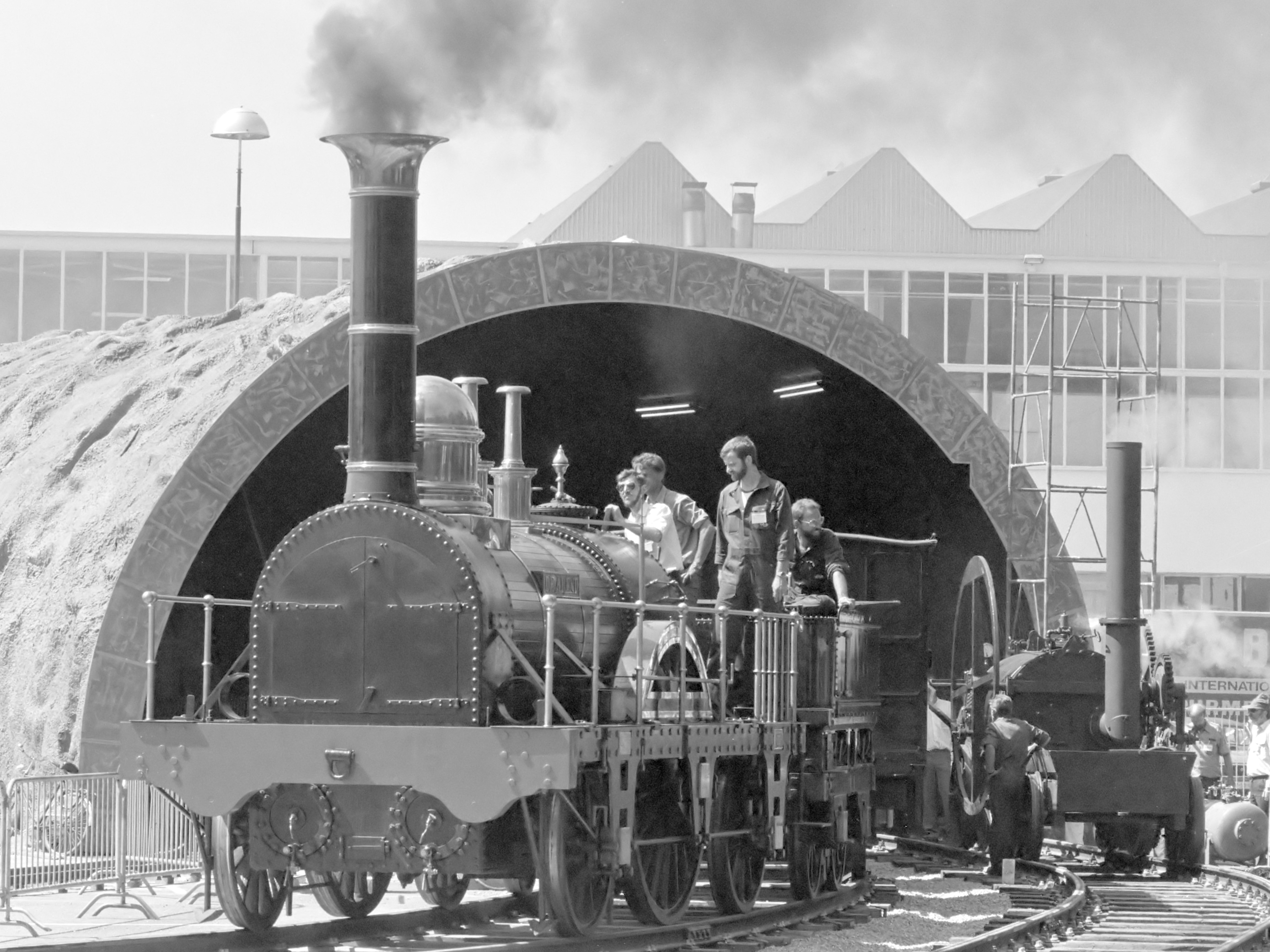
Een replica van De Arend rijdt op het terrein van de Jaarbeurs (1989)

Ook nodigde men tal van buitenlands en particulier spoorwegmaterieel uit, die speciale ritten maakten door geheel Nederland. De stoomlocs waren vrijwel dagelijks te zien bij een stoomlocparade bij het toenmalige postperron, van deskundig commentaar voorzien door Bert Steinkamp van de Wereldomroep.
Tijdens deze tentoonstelling pendelde in de weekenden het Blokkendoos-museumtreinstel, bestaande uit de mBD 9107 en de Ces 8104, tussen Utrecht CS en Utrecht Maliebaan (het Spoorwegmuseum, de thuisbasis van dit treinstel). Omdat er geen rechtstreekse verbinding tussen deze twee stations is, werd tijdens de ritten v.v. bij Utrecht Lunetten-aansluiting steeds 'kop gemaakt'.

## Tijdlijn

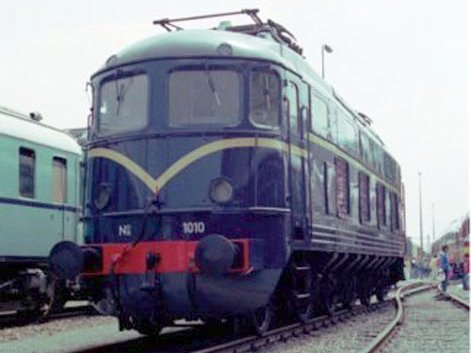
Locomotief 1010 opgesteld op de manifestatie 'Treinen door de Tijd' te Utrecht.

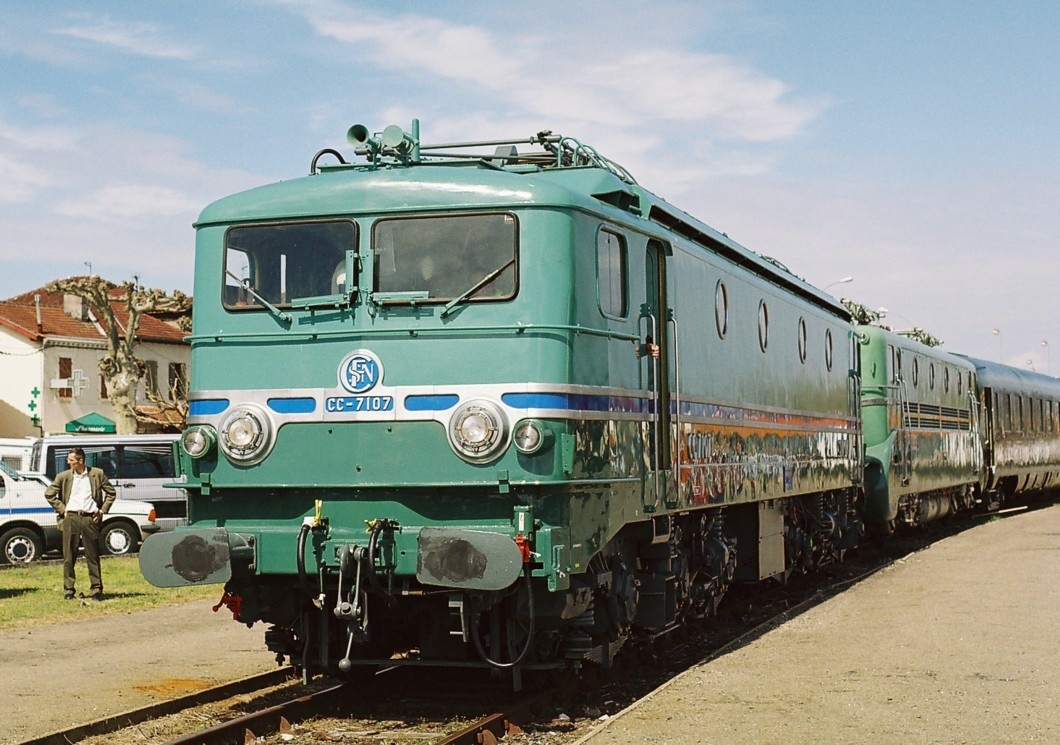
Wereldsnelheidsrecordhouder uit 1955, locomotief SNCF 7107 maakte in 1989 ook ritten in Nederland.

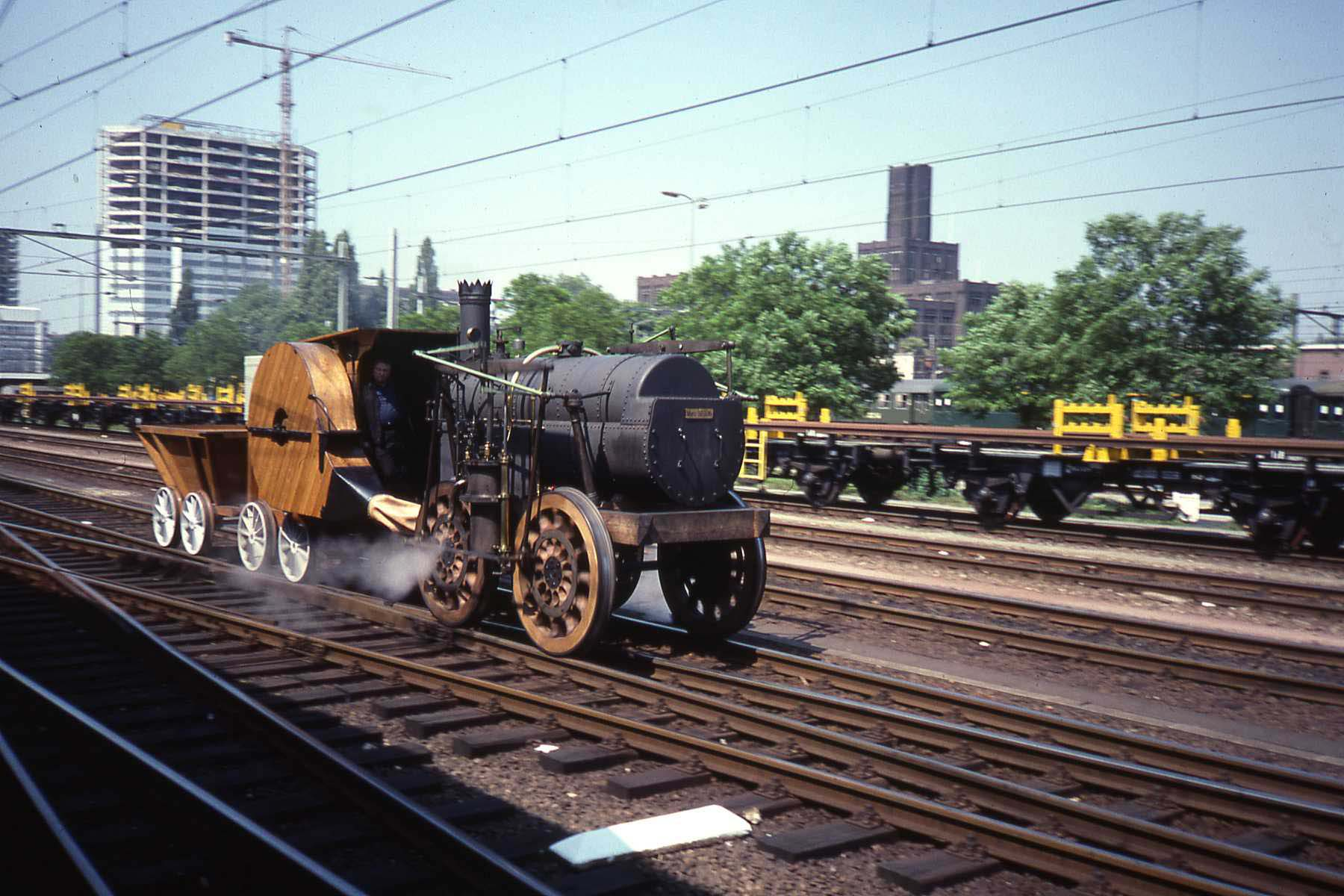
Replica van de Franse stoomloc 'Marc Seguin' tijdens de jubileumviering in 1989 te Utrecht.

Het evenement begon al op 6 september 1988, toen de pas opgeknapte locomotief 3737 een bijzondere rit met een Pullman-trein maakte van Amsterdam via de Oude Lijn naar Rotterdam.

### Langste trein
Op zondag 19 februari 1989 werd met de elektrische locomotief nummer 1607 'Vlissingen' een rit gemaakt van Kijfhoek naar Eindhoven met de langste trein in Nederland. De lengte van deze trein, bestaande uit een locomotief en zestig Intercityrijtuigen, bedroeg 1.607 meter. Dat was ook de reden dat de loc met het nummer 1607 trekkracht van de trein was. Op de zijwanden van de loc stond de tekst: "Ik trok de langste reizigerstrein ter wereld". De reden voor deze stunt was de herdenking van 150 jaar treinen in Nederland.
Met de rit wilde men nagaan of bij zo'n lange trein het remsysteem nog naar tevredenheid werkte. De NS was namelijk van plan om in de goederendienst met veel langere treinen te gaan rijden en hiervoor was het antwoord op deze vraag van belang. De proef slaagde en de trein bereikte zonder noemenswaardige problemen het station van Eindhoven.
De samenstelling van de trein was: 1607 + B + A + 4B + A + BKD + 2B + A + 3B + 13A + 29B + 4BKD. Op de ICR-rijtuigen waren met grote cijfers de tientallen aangegeven en tevens de tekst "De langste reizigerstrein ter wereld". Overigens reed er in 27 april 1991 al een langere trein in België. Lengte van deze trein met zeventig rijtuigen was 1733 meter en het gewicht 2786 ton.. Op 29 oktober 2022 ging deze titel naar Zwitserse spoorwegenmaatschappij wegens viering van 175 jaar bestaan. De trein bestaat uit 25 treinstellen van elk vier rijtuigen  van het type Capricorn en is 1,9 km lang. Hij reed van Preda via Albula-spoorlijn naar Bergün. 

### Zomer 1989 in Utrecht
De Manifestatie in Utrecht werd geopend op 21 juni door Koningin Beatrix, die hiertoe met de Koninklijke trein vanuit Den Haag komt.
Op 1 juli 1989 werd er een ruim vijf uur durende marathon-televisie-uitzending door de NOS vanuit een trein verzorgd waarin vele aspecten van het spoorwegbedrijf belicht werden. Hiertoe maakte het versierde koplopertreinstel NS 4083 een rit kriskras door het land. Ook kwam er voor het eerst een TGV-treinstel aan in Utrecht.
Gedurende de zomer van 1989 werden nog meer ritten met bijzonder materieel door het land gereden. Hiervoor waren verschillende stoom- en elektrische locomotieven beschikbaar. Diverse locomotieven kwamen speciaal voor dit jubileum naar Utrecht.
In de Jaarbeurshallen was een grote expositie gewijd aan het spoorwegjubileum onder de titel 'Trein & Co', alsmede de 'Tweede Dimensie'. Ook hier was locomotief 'Arend' weer aanwezig. Na een grote herstelling was de loc ook weer rijvaardig een reed voor het eerst sinds decennia weer op eigen kracht. Hiervoor was een rondje aangelegd in breedspoor, waar de loc met zijn drie rijtuigen rondjes reed voor het publiek.
Op een aantal niet meer gebruikte goederensporen en bij het voormalige postperron bij het Utrechtse Centraal Station aan de Jaarbeurszijde van werd een reeks activiteiten georganiseerd. Middelpunt was de materieeltentoonstelling. Op het tentoonstellingsemplacement stond een keur aan treinen opgesteld. Van oud tot zeer nieuw en van 'particulier' eigendom tot materieel van de NS zelf.

### Veel bijzondere treinen
Van het materieel dat in Utrecht alleen een statische rol had kan genoemd worden:
- NS loc 1010 van de Stibans
- NS loc 1125 in turkoois met de locplaten van de 1122 (NSM)
- NS loc 1501 (ex BR 27003 'Diana'), van de Werkgroep loc 1501 / Stichting Klassieke Locomotieven
- NS treinstel 41 (Blauwe Engel), pas gerestaureerd (NSM)
- NS treinstel 252 (Mat '36), pas gerestaureerd, van de Stibans

Diverse (buitenlandse) rijtuigen en wagons:
- Slaaprijtuig (NSB)
- Rijtuig type M4 (NMBS)
- Pullman-rijtuig 4129 (DSM)
- Rijtuig Design 2000 (ÖBB)
- Kindergartenrijtuig (SBB)
- Rijtuig met invalidenlift (ČSD)
- Goederenwagen VAM
- Goederenwagen EANOS
- Bollenwagen (NS)
- Goederenwagen HBIS-Y (NS)
- Goederenwagen FADS (NS)
- Demonstratieketelwagen

Het pas gerestaureerde Blokkendoostreinstel NS mBD 9107 met Ces 8104 was gedurende 'Treinen door de Tijd' in dienst als pendeltrein naar het Spoorwegmuseum.
Een hoogtepunt voor vele bezoekers waren de (bijna) dagelijkse demonstraties, gegeven met stoomlocomotieven die, goed zichtbaar en fotografeerbaar vanaf onder andere het postperron, heen en weer reden. Er werden in totaal zo'n honderd parades gereden met meestal circa tien locomotieven. Hiertoe waren er ook enkele bijzondere exemplaren uit binnen- en buitenland naar Utrecht gekomen.
Genoemd kunnen worden: de Arend met zijn drie rijtuigjes en de Engelse 'Pennydarren' uit de oertijd van de spoorwegen. Voorts reed ook de Replica van de Franse stoomloc 'Marc Seguin' tijdens de jubileumviering zijn ritjes op de parade.
Nederlandse locomotieven die aanwezig waren: de 3737 (NSM), een pronkstuk van de collectie, speciaal gereviseerd voor het jubileum, en de lokaalspoorlocomotieven SS 657 (MBS) en NS 7742 (SHM). Ook was er de vuurloze loc 3 (SSN).
Naast de Duitse locomotieven van de SSN uit Rotterdam kwamen er diverse stoomlocs speciaal naar Nederland:
- uit België de 29 013 en 12 004 (NMBS);
- uit Frankrijk de 141 R 420 (SNCF);
- uit Zwitserland de 2978 (SBB);
- uit Engeland de 'City of Truro' (BR);
- uit Duitsland de 23 023, 41 105 en 65 018 (DB), alle van de SSN uit Rotterdam;
- uit Oost-Duitsland de 03 1010 (DR);
- uit Oostenrijk de 52 3879 (ÖBB) van de SSN uit Rotterdam;
- uit Polen de Pt 47 112 (PKP);
- uit Tsjecho-Slowakije de 475 179 en 498 022 (ČSD).

In de zomermaanden werden een reeks bijzondere ritten met stoomlocomotieven door het land gehouden. De hierboven genoemde buitenlandse locomotieven werden hiervoor een of meerdere malen ingezet. Meestal werd gebruikgemaakt van een speciaal voor dit doel opgeknapte stam van zes NS-rijtuigen Plan E, maar ook andere (buitenlandse) rijtuigen reden mee.
Ook bijzondere elektrische locomotieven kwamen in die periode in actie. Te noemen zijn:
- van de NS loc 1501 (ex-BR 27003 'Diana'), van de Werkgroep loc 1501 / Stichting Klassieke Locomotieven;
- uit Engeland de E 27000 'Electra' (BR); seriegenoot van de 1501;
- uit Frankrijk de CC 7107 (SNCF), verwant aan de NS 1300.

En ook ander bijzonder materieel reed ritten door Nederland, zoals:
- uit Duitsland de dieselloc V 200 007 (DB) met dubbeldeksrijtuigen van de LBE (Lübeck).
- uit Frankrijk TGV-treinstel A 305 (SNCF).

Op 20 september, precies 150 jaar na de eerste rit, werd er met een, toen nieuw, en versierd koplopertreinstel (NS 4083) een bijzondere jubileumrit gemaakt tussen Amsterdam en Haarlem. Op 23 september was er een open huis in de Hoofdwerkplaats Haarlem als afsluiting van de festiviteiten van 1989.
Ook in 1989 werden er postzegels uitgegeven ter gelegenheid van het jubileum van de spoorwegen. Drie ontwerpers bogen zich over de thema's 'het spoor' (spoorwiel en de spoorstaaf), 'het materieel' (treinstellen uit de geschiedenis van de NS) en 'de reiziger' (beeldhouwwerk 'de kus' van Rodin).

## Geluidsopname
- Geluid van 17 gekoppelde stoomlocs op weg van het tijdelijke depot naar het paradeterrein, opgenomen door Dick van Aggelen

### Overname tekst
- Dit artikel of een eerdere versie ervan is (gedeeltelijk) afgesplitst vanaf een ander artikel op de Nederlandstalige Wikipedia, dat onder de licentie Creative Commons Naamsvermelding/Gelijk delen valt. Zie deze pagina voor de bewerkingsgeschiedenis.